# Apethymus apicalis
Apethymus apicalis är en stekelart som först beskrevs av Johann Christoph Friedrich Klug 1818.  Apethymus apicalis ingår i släktet Apethymus, och familjen bladsteklar. Enligt den finländska rödlistan är arten nära hotad i Finland. Arten är reproducerande i Sverige. Artens livsmiljö är parker, gårdsplaner och trädgårdar.